# Regeringens belöningsmedaljer
Regeringens belöningsmedaljer är de medaljer som sedan den 1 januari 1975 utdelas av Sveriges regering. Före 1975 delades de ut av Kungl. Maj:t. Medaljerna har statschefens porträtt och bärs i blått band med gula kanter.

## Regeringsmedaljerna
- Illis quorum meruere labores, instiftad 1785. Delas i genomsnitt ut 7 gånger per år.[1]
- För omsorgsfull renvård, instiftad 1897. Sällan utdelad. [1]
- För berömliga gärningar, instiftad 1832. Utdelad mindre än 1 gång per år.[1]
- För medborgerlig förtjänst, instiftad 1832. Sällan utdelad. [1]
- Sui memores alios fecere merendo, instiftad 1805. Har inte utdelats sedan 1970-talet.
- För tapperhet i fält respektive För tapperhet till sjöss, instiftade 1789. Har inte delats ut sedan 1915.

## Tidigare utdelade medaljer
- För mod och rådighet till sjöss under farofylld tid, instiftad 1941. Utdelades endast under Andra världskriget
- För nit och redlighet i rikets tjänst, instiftad 1803. Delas sedan 1976 ut av Arbetsgivarverket.